# 함양 평촌리 신고당 신도비 및 부부 묘표
함양 평촌리 신고당 신도비 및 부부 묘표는 대한민국 경상남도 함양군 지곡면 평촌리에 있는 조선시대의 비석이다. 2012년 7월 12일 경상남도의 유형문화재 제520호로 지정되었다.
신고당(信古堂) 노우명(盧友明)은 일두 정여창의 문인이고, 둘째아들 옥계 노진은 남명 조식과 함께 일두의 학문 정신을 창조적으로 계승했던 인물이다. 신도비는 사암 재질이며 전면의 비문은 당시 우의정이었던 노수신(盧守愼)이 찬술한 것이다. 글씨는 당대 최고의 서예가라 일컬어진 여성위(礪城尉) 송인(宋寅)이 쓴 것이고 두전(頭篆)은 호조참판인 남응운(南應雲)이 쓴 것이다. 당시 유명한 성리학자였던 아들 옥계 노진의 위상에 걸맞는 인물들이 제작에 참여한 명품이며 경상남도 내에 전해 내려오는 것이 매우 드문 임진왜란 이전(1577년)에 제작된 희귀한 비석이다.

## 개요
신도비는 경상남도 유형문화재 300호로 지정되어 있는 옥계(玉溪) 노진(盧禛, 1518~1578)의 신도비와 같은 영역(瑩域)의 상부에, 남향으로 안장된 신고당(信古堂) 노우명(盧友明, 1471~1523) 부부의 쌍분 묘체(墓砌) 바로 아래의 동쪽에 위치하고 있는데 서향으로 서 있으며, 묘표는 각각의 분묘 정면에 남향으로 서 있다.
신도비의 두전(頭篆)은 증이조판서노공신도비명(贈吏曹判書盧公神道碑銘)이며, 비제(碑題)는 유명조선국 종사랑행현릉참봉 증자헌대부이조판서 겸지의금부사 노공신도비명병서(有明朝鮮國從仕郞行顯陵參奉贈資憲大夫吏曹判書兼知義禁府事盧公神道碑銘幷序)로 되어 있다.
신도비의 전면 우측부터 비제와 찬자, 서자, 두전 서자가 각각 1행씩 배치되어 있고, 서문(序文)이 19행(각행 60자)이며 명(銘)이 2행(20구 80자)이고, 마지막 행에 수비(竪碑) 연월(年月)이 배치되어 있다. 하단 부분은 흐릿하여 판독하기 어렵다. 찬자(撰者)는 의정부(議政府) 우의정(右議政) 노수신(盧守愼)이며, 서자(書者)는 여성위(礪城尉) 송인(宋寅)이며, 두전(頭篆)의 서자(書者)는 호조(戶曹) 참판(參判) 남응운(南應雲)이다.
비석의 후면에 10행(각행 20자)의 비음기가 있는데, 노우명의 둘째아들 노진이 기록한 것이다. 귀부(龜趺)의 용두(龍頭) 형태는 몹시 괴로운 형상을 하고 있어 익살스럽게 표현되어 있으며, 귀미(龜尾)는 굵게 귀갑 쪽으로 올라가 있으며 다소 둔해 보인다. 이수(螭首)는 앞뒤로 각각 두 마리의 용이 여의주를 보호하고 있는 형상이다.
노우명의 묘표는 2행으로 전면에만 ‘종사랑행현릉참봉 증자헌대부이조판서 겸지의금부사 노공지묘(從仕郞行顯陵參奉贈資憲大夫吏曹判書兼知義禁府事盧公之墓)’라 새겨져 있는데, 증자헌대부(贈資憲大夫)와 사노공지묘(事盧公之墓) 10자는 하단 부분으로 박락되어 판독이 불가하다.
노우명 부인 묘표는 ‘정부인권씨지묘(貞夫人權氏之墓)’로 되어 있는데, 아들이 이조판서에 이르렀으므로 남편은 사후 증직을 받고 자신은 살아 있을 때 정부인이 된 것이다. 두 묘표 모두 전면의 표제 이외에는 양측면과 후면 어디에도 아무런 글씨가 새겨져 있지 않다.

## 참고 자료
- 함양 평촌리 신고당 신도비 및 부부 묘표 - 국가유산청 국가유산포털